# Miss Arizona USA
Miss Arizona USA, est un concours de beauté féminine, destiné aux jeunes femmes de 17 à 26 ans, vivant en Arizona, qualificatif pour l'élection de Miss USA.

## Lauréates
| Année | Nom                   | Domicile        | Âge1 | Classement à Miss USA | Prix spécial à Miss USA | Notes |
| ----- | --------------------- | --------------- | ---- | --------------------- | ----------------------- | --- |
| 2024  | K Johnson             | Phoenix         | 40   |                       |                         | |
| 2023  | Candace Kanavel       | Tempe           | 27   |                       |                         | |
| 2022  | Isabel Ticlo          | Phoenix         | 28   |                       |                         | Anciennement Miss Arizona 2018 |
| 2021  | Cassidy Jo Jacks      | Mesa            | 27   |                       |                         | |
| 2020  | Yesenia Vidales       | Phoenix         | 23   |                       |                         | Anciennement Miss Arizona Latina 2017                                                                                             |
| 2019  | Savannah Wix          | Paradise Valley | 21   |                       |                         | Miss Arizona Teen USA 2014 et Top 16                                                                                              |
| 2018  | Nicole Smith          | Phoenix         | 24   |                       |                         | |
| 2017  | Tommy Lynn Calhoun    | Tucson          | 26   |                       |                         | |
| 2016  | Chelsea Myers         | Tempe           | 23   | Top 15                |                         | |
| 2015  | Maureen Montagne      | Chandler        | 22   | Top 15                |                         | Previously 1st Runner-Up at Mutya ng Pilipinas 2013                                                                               |
| 2014  | Jordan Wessel         | Tempe           | 21   | Top 20                |                         | |
| 2013  | Rachel Massie         | Scottsdale      |      |                       |                         | |
| 2012  | Erika Frantzve        | Scottsdale      | 23   |                       |                         | |
| 2011  | Brittany Brannon      | Paradise Valley | 22   | Top 16                | Miss Photogénique       | Miss Teen America 2007 |
| 2010  | Brittany Bell         | Chandler        | 22   |                       |                         | |
| 2009  | Alicia-Monique Blanco | Phoenix         | 22   | 2e dauphine           |                         | |
| 2008  | Kimberly Joiner       | Gilbert         | 22   |                       |                         | |
| 2007  | Courtney Barnas       | Mesa            | 19   |                       |                         | |
| 2006  | Brenna Sakas          | Chandler        | 21   | Top 15                |                         | semi-finaliste à Miss Arizona 2004                                                                                                |
| 2005  | Mariana Loya          | Gilbert         | 26   |                       |                         | Anciennement Miss Washington 1998                                                                                                 |
| 2004  | Danielle Demski       | Chandler        | 22   | Top 15                |                         | Miss Arizona Teen USA 1999 et 4e dauphine de Miss Teen USA 1999                                                                   |
| 2003  | Nafeesa DeFlorias     | Phoenix         | 26   |                       |                         | |
| 2002  | Jennifer Lenz         | Mesa            | 25   |                       |                         | |
| 2001  | Tasha Dixon           | Phoenix         | 19   |                       |                         | |
| 2000  | Heather Keckler       | Scottsdale      | 26   |                       |                         | Miss Arizona Teen USA 1992 |
| 1999  | Cara Jackson          | Chandler        | 25   |                       | Miss Congeniality (en)  | Miss Arizona 1995 |
| 1998  | Stacey Kole           | Tempe           |      | Top 10                |                         | |
| 1997  | Jessica Nicely        | Gilbert         |      |                       |                         | |
| 1996  | Christina Novak       | Tempe           |      |                       |                         | |
| 1995  | Shara Riggs           | Oro Valley      |      |                       |                         | |
| 1994  | Jennifer Tisdale      | Mesa            |      |                       |                         | |
| 1993  | Apryl Hettich         | Scottsdale      |      |                       |                         | |
| 1992  | Dannis Shephard       | Mesa            |      | Top 11                |                         | |
| 1991  | Maricarroll Verlinde  | Tempe           |      | Top 11                | Best State Costume      | |
| 1990  | Lezlie Leonard        | Tempe           |      |                       |                         | |
| 1989  | Lee Anne Locken       | Apache Junction |      | Top 10                |                         | |
| 1988  | Kris Keim             | Scottsdale      | 22   |                       |                         | Anciennement Miss Arizona Teen USA 1983                                                                                           |
| 1987  | Diane Martin          | Phoenix         | 24   | 2e runner-up          |                         | Anciennement Miss Arizona 1985 |
| 1986  | Jodi Armstrong        | Phoenix         |      |                       |                         | |
| 1985  | Michelle Ducote       | Tempe           | 20   | Top 10                | Best State Costume      | |
| 1984  | Daria Sparling        | Tucson          | 19   |                       | Best State Costume      | |
| 1983  | Sindy Hedden          | Tucson          | 23   |                       |                         | |
| 1982  | Lori Hakola           | Tucson          |      |                       |                         | |
| 1981  | Cassie Hill           | Phoenix         |      |                       |                         | |
| 1980  | Jineane Ford          | Gilbert         | 20   | 1re dauphine          | Miss Photogenic         | Devient Miss USA 1980 quand Shawn Weatherly est couronnée Miss Univers 1980                                                       |
| 1979  | Ana Rupert            | Scottsdale      |      | Top 12                |                         | |
| 1978  | Jacque Crutchfield    | Phoenix         |      |                       |                         | |
| 1977  | Toni Abranovic        | Scottsdale      |      | Top 12                |                         | 1re dauphine de Miss American Teenager 1974                                                                                       |
| 1976  | Curvey Walters        | Phoenix         |      |                       |                         | |
| 1975  | Sanna Osgood          | Scottsdale      |      |                       |                         | |
| 1974  | Carlys Peterson       | Phoenix         |      | Top 12                |                         | |
| 1973  | Sherry Nix            | Phoenix         |      | 3e runner-up          |                         | |
| 1972  | Marcia Banks          | Tempe           |      | 2e dauphine           |                         | |
| 1971  | Susanne Pottenger     | Tempe           |      | 3e dauphine           |                         | |
| 1970  | Alicia Lein           | Mesa            |      |                       |                         | |
| 1969  | Ruth Hayes            | Tempe           |      | 3e dauphine           |                         | |
| 1968  | Shirley Sprague       | Avondale        |      |                       |                         | |
| 1967  | Judianne Magnusson    | Mesa            |      | Top 15                |                         | |
| 1966  | Roxanne Neeley        | Oro Valley      |      | Top 15                |                         | |
| 1965  | Jane Nelson           | Mesa            |      | 1re dauphine          |                         | Anciennement Miss Nouveau-Mexique USA 1964, Top 10 à Miss USA 1965. Miss Nouveau-Mexique World 1966, Top 7 à Miss USA World 1966. |
| 1964  | Diane Reutter         | Phoenix         |      |                       |                         | |
| 1963  | Diane McGarry         | Mesa            |      | Top 15                |                         | |
| 1962  | Jerri Michaelson      | Paradise Valley |      | Top 15                |                         | |
| 1961  | Shyrle Owens          | Avondale        |      |                       |                         | |
| 1960  | Virginia Crook        | Mesa            |      |                       |                         | |
| 1959  | Patricia Varga        | Mesa            |      |                       |                         | |
| 1958  | Shirlee Fox           | Avondale        |      |                       |                         | |
| 1956  | Maija Bertulson       | Tucson          |      |                       |                         | |
| 1955  | Patti Marks           | Phoenix         |      |                       |                         | |
| 1954  | Bonnie Jackson        | Glendale        |      |                       |                         | |
| 1953  | Eleanor Ruth Cross    | Chandler        |      |                       |                         | |
| 1952  | Charlene Hendricks    | Tempe           |      |                       |                         | |

### Galerie

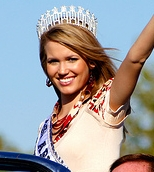
Courtney Barnas, Miss Arizona USA 2007.
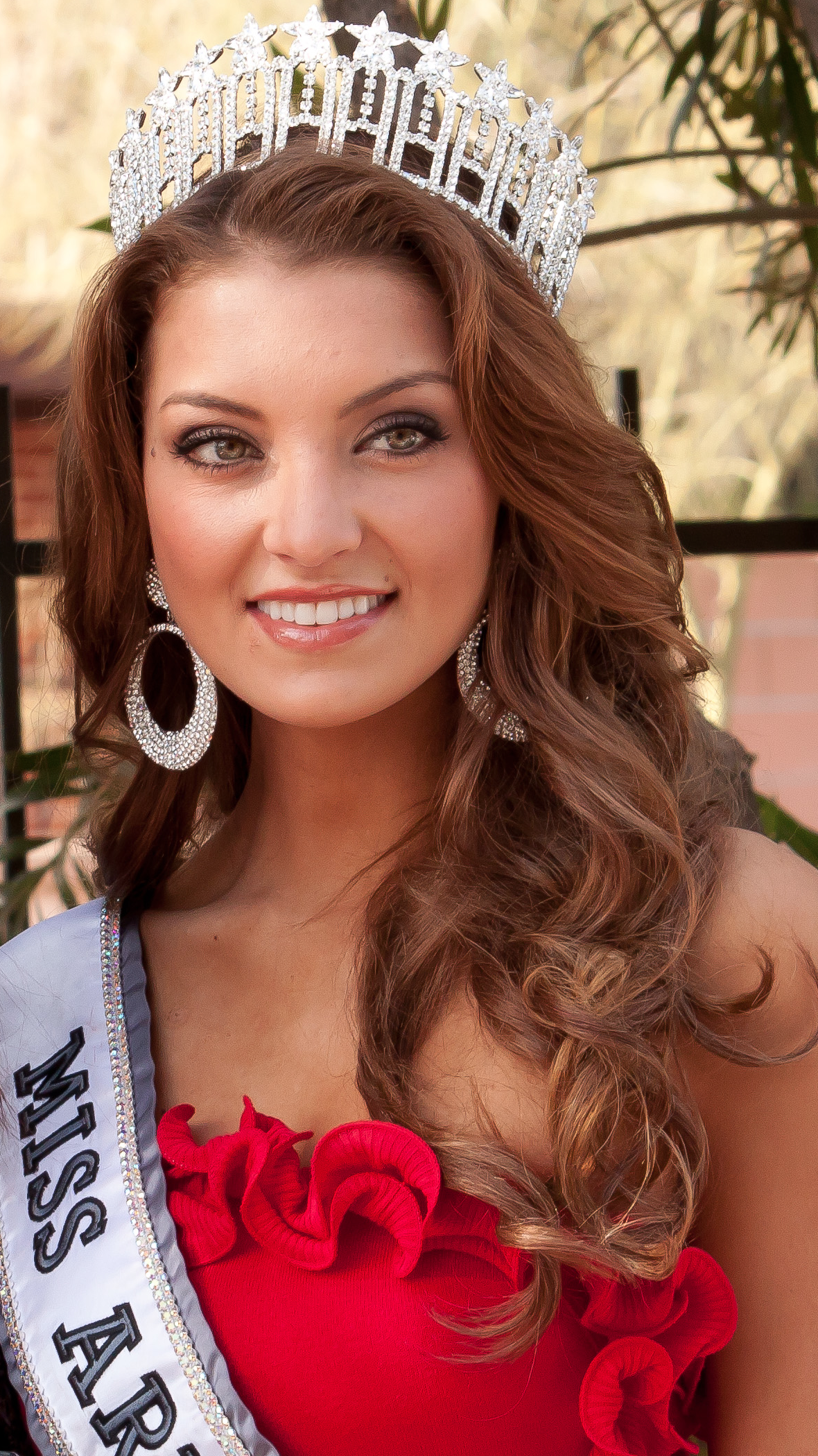
Brittany Brannon, Miss Arizona 2011.
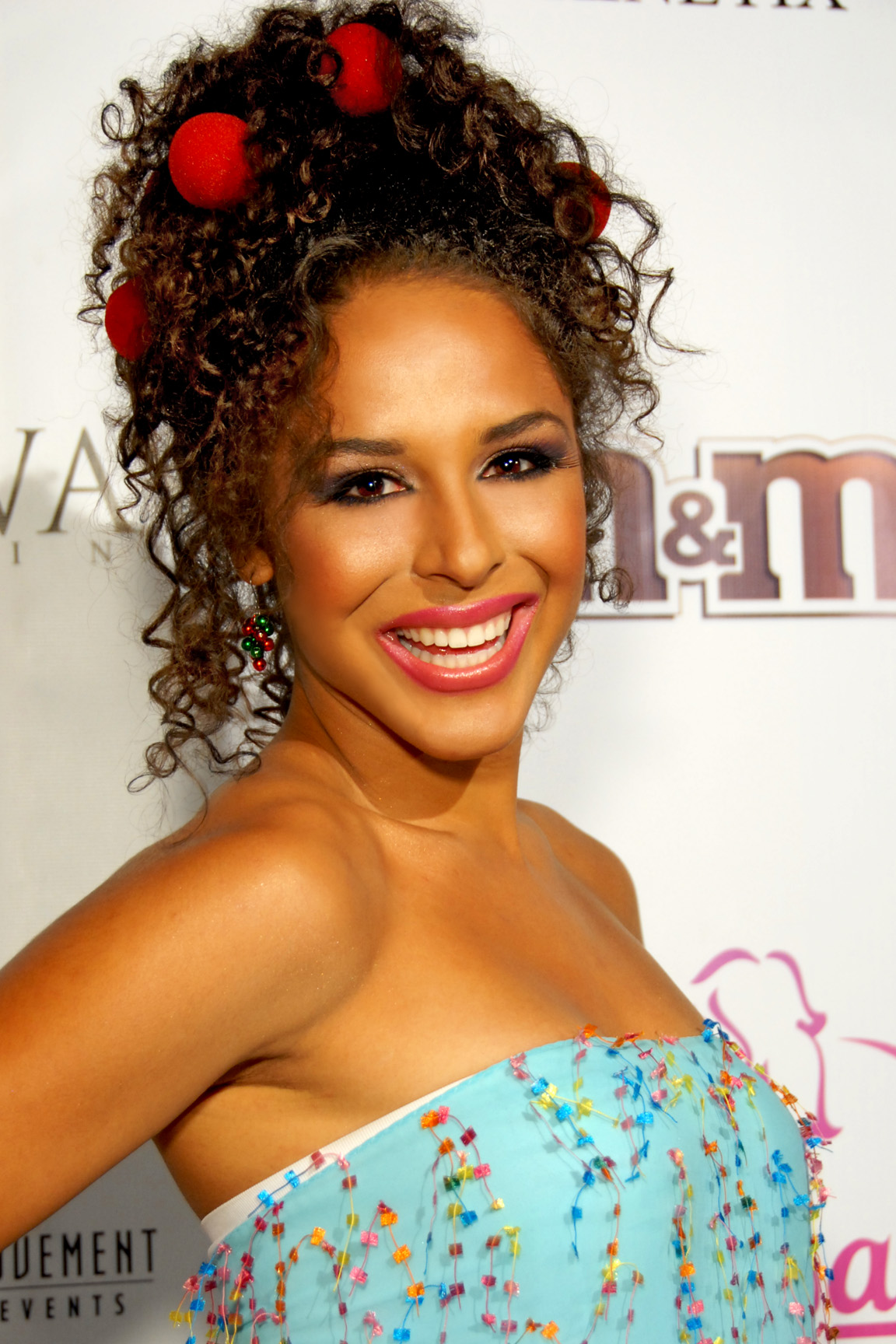
Brittany Bell, Miss Arizona 2010.
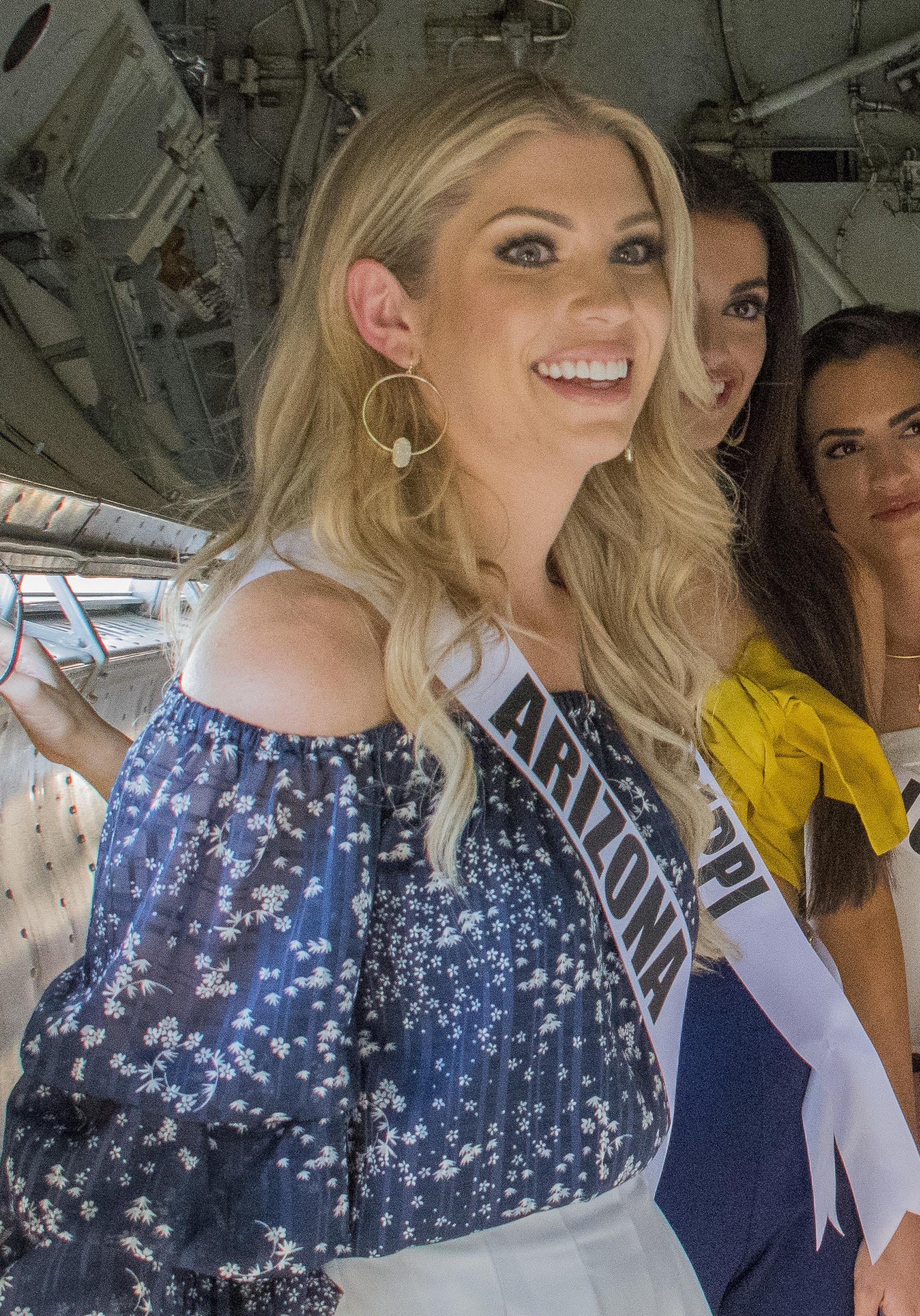
Nicole Smith, Miss Arizona USA 2018.

## Palmarès à l’élection Miss USA depuis 1952
- Miss USA :
- 1re dauphine : 1965, 1980
- 2e dauphine : 1971, 1987, 2009
- 3e dauphine : 1969, 1973
- 4e dauphine :
- Top 5 :
- Top 10 : 1974, 1977, 1979, 1981, 1985, 1989, 1991, 1992, 1998
- Top 20 : 1962, 1963, 1966, 1967, 2004, 2006, 2011, 2014, 2015, 2016
- Classement des états pour les 10 dernières élections :